# Dises

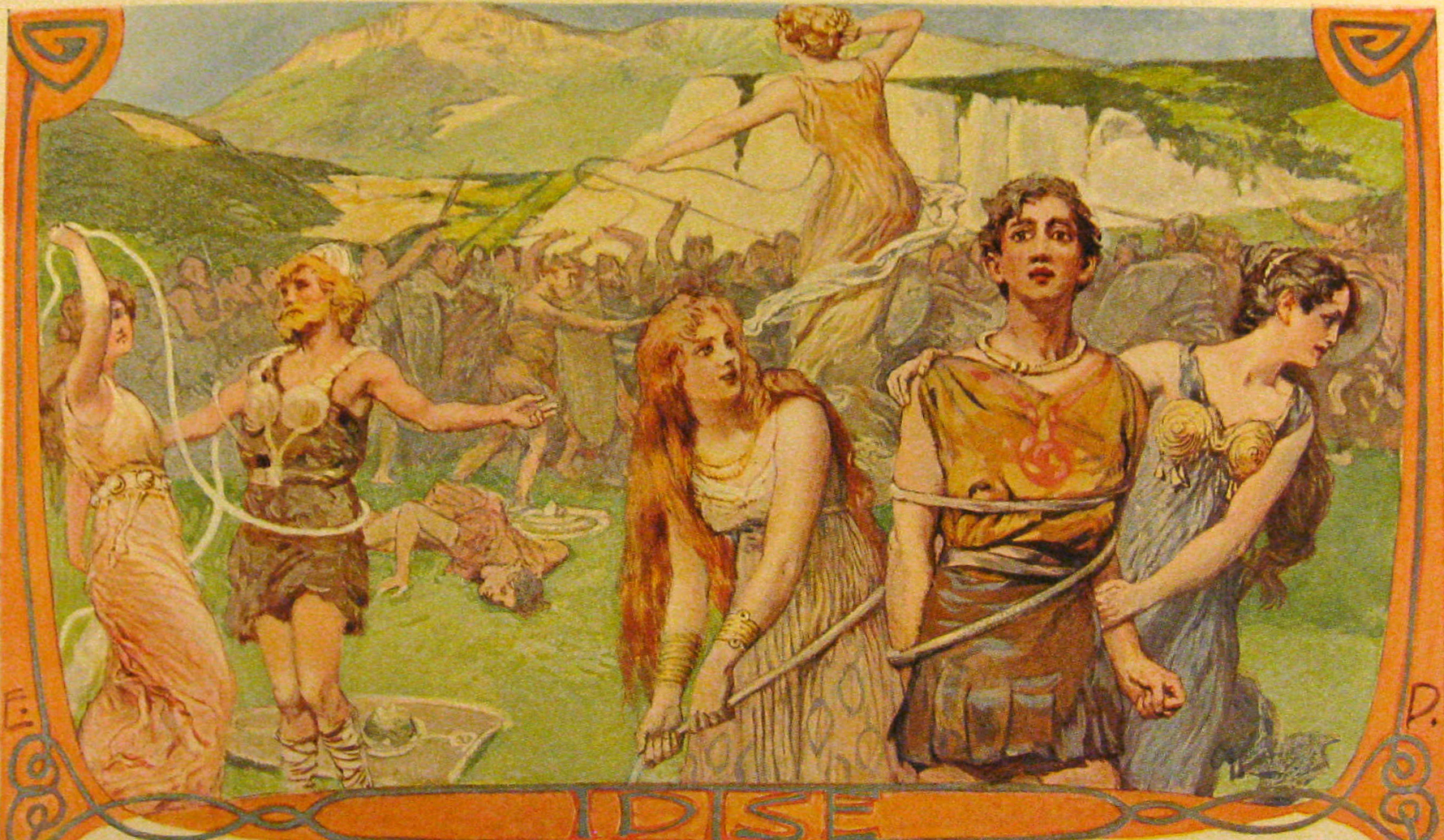
Dises.

Les Dises (en vieux norrois : dísir ; au singulier : dís) forment, dans la mythologie nordique, un ensemble de divinités féminines, comparables aux Nornes, sur lesquelles peu de choses sont connues, si ce n’est qu'elles sont associées à la mort et à la déchéance. Elles coexistent avec deux autres groupes de divinités, les Ases et les Vanes.  Les Valkyries sont des divinités mineures appelées « les Dises qui servaient Odin »[réf. souhaitée].

## Termes apparentés
Des érudits croient que dís est apparenté à idisi, terme trouvé dans les formules magiques de Mersebourg et à ides, un terme anglo-saxon qui désigne poétiquement une femme,.
Une étymologie possible rapproche dís du sanskrit dhísanas, qui désigne un groupe de divinités du Yajur-Veda.
Dís pourrait aussi être un titre (dame ou déesse), puisque Freyja est appelée Vanadís, c'est-à-dire « dise des Vanes ». Skadi, déesse de la mort et du combat, est quant à elle appelée Öndurdís, « dise aux raquettes ».
Enfin nous pouvons faire référence au dieu romain Dis Pater, apparemment une forme du dieu des enfers, comparable mais pas similaire au Hadès grec et au Pluton romain. Chez les Gaulois, il était selon César révéré comme dieu père, lié au côté nocturne.
Terme dérivé, le dísablót, « sacrifice aux dises », renvoie à un culte pratiqué autour du solstice d’hiver.

## Dans la culture populaire
Dans l'univers romanesque de J.R.R. Tolkien, Dís est la fille de Thráin, fils de Thrór roi sous la montagne, la sœur de Thorin « Écu-de-chêne » et de Frerin, et la mère de Kili et Fili, par conséquent de la prestigieuse lignée de Durin. Elle est l'unique naine célèbre.
Dans la série de livres Les Secrets de l'immortel Nicolas Flamel, les Dises sont une race de féroces guerrières nordiques appartenant à la Génération Suivante. Ce sont de farouches ennemies de Scáthach, qui possèdent le pouvoir d'invoquer Nidhogg.